# Красимир Борисов
Красимир Борисов Георгиев (роден на 8 април 1950 г.) е български футболист, полузащитник и треньор по футбол. По време на състезателната си кариера записва 226 мача с 28 гола в А група за Локомотив (София), Академик (София) и Левски (София).
Между 1973 г. и 1979 г. изиграва 19 мача и бележи 2 гола за националния отбор на България. Участник на Световното първенство през 1974 в Германия.
Помощник-треньор на България на Световното първенство през 1994 в САЩ.
Семеен с две деца.

## Биография

### Кариера като футболист
Борисов дебютира в А група с екипа на Локомотив (София) през сезон 1968/69. След това преминава в Академик (София), където играе два сезона.
През 1971 г. се завръща в Локомотив (София) и се утвърждава в основния състав на „железничарите“. На 26 септември 1973 г. дебютира за националния отбор в световна квалификация срещу Северна Ирландия, играна на стадион Хилзбъро в Шефилд. Месеци по-късно е включен в състава от 22-ма играчи на България за Световното първенство през 1974 в Германия, където играе в един мач – при загубата с 1:4 от Нидерландия.
След края на световното първенство Борисов преминава в Левски (София). С клуба става два пъти шампион на България и три пъти печели националната купа. За Левски изиграва общо 161 мача и бележи 24 гола – 118 мача с 19 гола в А група, 23 мача с 5 гола за купата, както и 20 мача в евротурнирите.
През 1981 г. Борисов преминава в кипърския Омония Никозия. Става 3-кратен шампион на Кипърска първа дивизия и двукратен носител на Купата на Кипър. Приключва кариерата си на 34-годишна възраст през 1984 г.

### Треньорска кариера
Между 1989 г. и 1996 г. Борисов е помощник-треньор на националния отбор на България. Първо помага на Иван Вуцов, а впоследствие и на Димитър Пенев. Като асистент в щаба на тима е бронзов медалист от Световното първенство през 1994 в САЩ. След това е част от отбора и на Евро'1996 в Англия.
В периода 2005 – 2008 е старши треньор на юношеския национален отбор на България. От юни 2009 г. до септември 2009 г. е старши треньор на Академик (София).

## Успехи

### Като футболист
Левски (София)
- А група:
  -  Шампион (2): 1976/77, 1978/79

- Национална купа:
  -  Носител (3): 1975/76, 1976/77, 1978/79

Омония
- Кипърска първа дивизия:
  -  Шампион (3): 1981/82, 1982/83, 1983/84

- Купа на Кипър:
  -  Носител (2): 1981/82, 1982/83